# Stara Kapela (Nova Kapela)
Stara Kapela je naselje u općini Nova Kapela u Brodsko-posavskoj županiji. 

## Turizam
Cijelo selo Stara Kapela pretvorena je u "Eko-etno selo Stara Kapela" kuće u selu su obnovljene, i selo privlači sve veći broj turista, ovaj projekt uspio je spasiti selo od daljnjega propadanja.

## Stanovništvo
Prema popisu stanovništva iz 2011. godine Stara Kapela je imala 15 stanovnika.
| broj stanovnika | 158   | 127   | 109   | 122   | 109   | 124   | 143   | 170   | 164   | 164   | 157   | 102   | 62    | 38    | 25    | 15    | 12    |
|                 | 1857. | 1869. | 1880. | 1890. | 1900. | 1910. | 1921. | 1931. | 1948. | 1953. | 1961. | 1971. | 1981. | 1991. | 2001. | 2011. | 2021. |

## Vanjske poveznice
- www.stara-kapela.hr Informacije, slike, smještaj u Staroj Kapeli
- starakapela.com Informacije, slike, smještaj u Staroj Kapeli  Arhivirana inačica izvorne stranice od 14. svibnja 2010. (Wayback Machine)